# Prigionieri del ghiaccio
Prigionieri del ghiaccio (Into the White) è un film del 2012 diretto da Petter Næss, ispirato all'operazione Skua in Norvegia durante la seconda guerra mondiale.
Questo film trae origine dal libro scritto da Richard T. Partridge che narra di un episodio di cui fu lui stesso il protagonista, l'operazione Skua.

## Trama
Nell'inverno 1940 in Norvegia inglesi e tedeschi si fronteggiano per prendere il controllo del Paese scandinavo e soprattutto attingere alle sue enormi risorse di materie prime. Il 27 aprile un aereo inglese e uno tedesco si abbattono a vicenda, nel pieno delle lande innevate norvegesi.
Tre tedeschi, il pilota Horst Schopis, Josef Schwartz e Wolfgang Strunk, sopravvissuti allo schianto, raggiungono un capanno di caccia dove trovare rifugio, poco prima dell'arrivo di due sopravvissuti inglesi, il pilota Charles P. Davenport e l'artigliere Robert Smith che, disarmati, vengono fatti prigionieri.
Malgrado l'ostilità reciproca, i nemici sono costretti a collaborare per sopravvivere alle condizioni ambientali avverse e alla scarsità di viveri. Giorno dopo giorno, la convivenza forzata finisce per farli familiarizzare. Gli inglesi riescono anche fortunosamente a impossessarsi delle armi ma, una volta ritrovatesi in una situazione di stallo, entrambe le parti se ne liberano ponendosi sullo stesso piano. Insieme condividono momenti drammatici come l'amputazione di un braccio di Josef Schwartz, necessaria per evitare il diffondersi della gangrena.
Proprio quando finalmente le condizioni meteo consentono loro di lasciare il capanno e dirigersi verso la civiltà, vengono raggiunti da soldati norvegesi che senza esitazione uccidono il primo tedesco in cui si imbattono, Strunk, per poi prendere prigionieri gli altri due e soccorrere gli inglesi di cui sono alleati.
Scritte finali informano che Horst Schopis e Josef Schwartz trascorreranno il resto del conflitto come prigionieri di guerra in Canada, mentre Davenport e Smith, in una successiva missione sopra Trondheim, verranno nuovamente abbattuti: il primo verrà catturato e l'altro stavolta non sopravviverà. Nel 1977 Schopis e Davenport si ritroveranno, a Londra, come amici.

## Distribuzione
Il film è uscito nelle sale norvegesi il 9 marzo 2012. Successivamente è stato distribuito in Nuova Zelanda il 19 luglio, in Svezia il 29 agosto, in Spagna il 31 agosto, negli Stati Uniti il 12 aprile 2013. In Italia è stato distribuito su Netflix, poi su altre emittenti.